# Светоний
Вижте пояснителната страница за други личности с името Светоний.
Гай Светоний Транквил (на латински: Gaius Suetonius Tranquillus), известен още само като Светоний (Suetonius), е древноримски историк.
Светоний е бил администратор и работил за император Адриан като негов секретар. Най-известен е като автор на Дванадесетте цезари (De vita Caesarum) – биографии-характеристики на 12 императори, от Юлий Цезар до Домициан. С прецизността на счетоводител Светоний разглежда живота на Цезарите по „параграфи“ – потекло, обществена кариера, интимен живот, външен вид и здраве, душевни качества, отношение към хората – близки и далечни, образование и интереси, религиозност, смърт.
Светоний говори за „Chrestut“, което може да се отнася за Христос.

## Други трудове
- De Viris Illustribus